# Phoradendron planiphyllum
Phoradendron planiphyllum är en sandelträdsväxtart som beskrevs av Kuijt. Phoradendron planiphyllum ingår i släktet Phoradendron och familjen sandelträdsväxter. Inga underarter finns listade i Catalogue of Life.